# Giuseppe Galliano
Giuseppe Galliano (Vicoforte, 27 settembre 1846 – Adua, 1º marzo 1896) è stato un militare italiano, tenente colonnello del Regio Esercito Italiano, famoso per le sue azioni militari durante la campagna d'Africa nelle battaglie di Agordat e di Coatit e per la strenua difesa del forte di Macallè. Morì nella battaglia di Adua.
Visse, quando non impegnato in campagne militari, a Ceva, nel cuneese. La città lo ha ricordato con un monumento in bronzo, l'intitolazione della locale scuola elementare ed un piccolo museo.
È stato il primo ed uno dei soli sette decorati più di una volta di Medaglia d'oro al valor militare.

## Carriera militare
Figlio di un ufficiale che nel 1821 fu compagno di Santorre di Santarosa nei moti costituzionali in Piemonte, entrato nel Collegio Militare di Asti il 24 ottobre 1854, Galliano passò nel 1864 alla Scuola Militare di Modena, dalla quale due anni dopo venne dimesso col grado di sottotenente nell'arma di fanteria ed assegnato al 24º Reggimento fanteria "Como", col quale partecipò alla guerra contro l'Austria del 1866. Nel 1870 fu promosso luogotenente e nel 1873 ottenne di essere trasferito nel corpo degli Alpini, costituito l'anno prima; vi rimase fino al 19 luglio 1883 quando, con la promozione a capitano, venne destinato al 58º Reggimento fanteria "Abruzzi". Nel 1884 passò all'82º Reggimento fanteria "Torino" ed il 6 novembre 1887 partì per l'Eritrea col Corpo di Rinforzo comandato dal generale Alessandro Asinari di San Marzano, con l'intento di vendicare l'eccidio di Dogali, ma, essendosi gli abissini «dileguati qual nebbia al sole» dinanzi alle imponenti forze italiane, il Corpo, nella primavera dell'anno dopo, venne sciolto e rimpatriato. Il 10 marzo 1888 il capitano Galliano fece ritorno all'82º Reggimento Fanteria di Torino per rimanervi soltanto due anni, in quanto nel 1890, in seguito a sue ripetute domande, ottenne di essere nuovamente inviato in Eritrea.

## La campagna d'Africa

### Battaglia di Agordat
Nella battaglia di Agordat del 1893 il capitano Giuseppe Galliano comandava un Battaglione indigeni, nonché una batteria di artiglieria da montagna indigeni servita da sudanesi. Dapprima le sorti della battaglia furono favorevoli alle truppe di Galliano ma, successivamente, i Dervisci, rincuorati ed infervorati dai loro capi militari e religiosi, le incalzarono tentando di aggirarle. Vani furono gli sforzi di Galliano per arginare la loro offensiva sicché fu costretto ad ordinare la ritirata abbandonando i pezzi, poiché tutti i muletti erano rimasti uccisi. Nel ripiegamento per scaglioni Galliano mantenne la disciplina e l'ordine, infondendo fiducia nei suoi fedeli àscari. Successivamente ordinò un violento contrattacco alla baionetta, che guidò egli stesso a cavallo in primissima linea. In breve i Dervisci furono scompaginati e volti in fuga disordinata e i pezzi poterono essere ripresi. Il bottino in armi, munizioni ed insegne di quella battaglia si trova oggi presso il Museo di Artiglieria di Torino e comprende il celebre stendardo verde, che per i Dervisci fu una delle più avvilenti perdite.
Alla notizia che il Re Umberto I gli aveva assegnata la Medaglia d'Oro al Valor Militare, il capitano Galliano scrisse al fratello: «una sola cosa disturba la mia gioia per tanta onorificenza, ed è che si discosta troppo da quella data ai miei ufficiali che me l'hanno guadagnata e per i quali il Ministero non fu largo come per me». Galliano si distinse soprattutto per la sua abilità nell'istruire e costituire in saldi ed omogenei reparti gli indigeni. A lui si deve l'aver dotato quel III Battaglione indigeni di tradizioni guerriere tanto da essere ricordato in Eritrea col nome di Eroico Comandante più che con quello di cremisi, datogli per il colore della fascia sulla vita e del fiocco del tarbush dei suoi ascari.

### Battaglia di Coatit
Il 13 gennaio del 1895 iniziò la battaglia di Coatit tra le truppe italiane e quelle guidate dal Ras Mangascià, governatore del Tigrai, il quale venne sconfitto e fu costretto a rifugiarsi presso Senafè, dove però venne raggiunto dalle truppe italiane; un proiettile percorse la sua tenda e, in preda al panico, iniziò a fuggire. Gran parte del merito in questa operazione la ebbe Giuseppe Galliano, promosso maggiore per meriti di guerra dopo Agordat.
L'azione gli fece guadagnare una Medaglia d'Argento al Valor Militare con la seguente motivazione: «Inviato con tre delle sue compagnie ad arrestare l'urto della colonna aggirante nemica, riuscì, nonostante la superiorità numerica dei tigrini, le difficoltà del terreno e le gravi perdite subite, a coprire le strade per cui doveva sfilare il corpo operante, rendendo così possibile di occupare saldamente la posizione di Coatit e di respingere il nemico su tutta la fronte. Nel pomeriggio del 13 e per tutto il 14 gennaio concorse a difendere il centro e la destra delle nostre truppe, respingendo sempre gli incessanti attacchi del nemico». Sempre per tale sua valorosa azione ebbe in premio anche la Croce di Cavaliere dell'Ordine dei Santi Maurizio e Lazzaro per motu proprio del Sovrano.

### Difesa del forte di Macallé

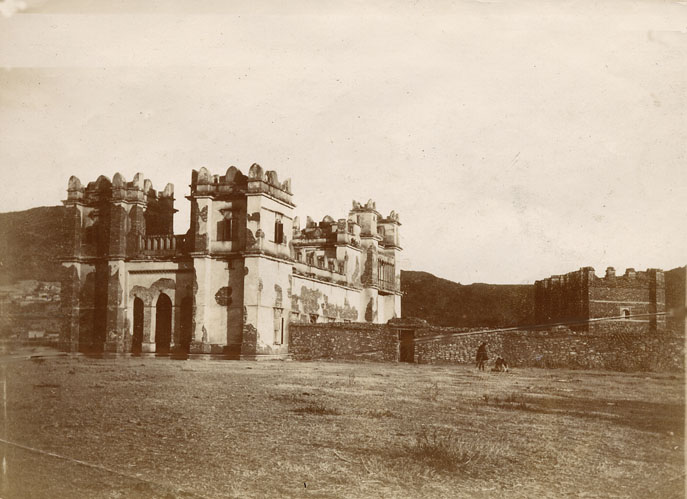
Forte Enda Yesus, Macallé, 1896

Nell'autunno 1895 tutta la regione del Tigrai poteva dirsi occupata, così il governatore della Colonia eritrea, il generale Oreste Baratieri poteva ritornare a Massaua. Tuttavia, trascorse poche settimane, fu lo stesso Negus Menelik II a mettersi sul piede di guerra denunciando l'indebita occupazione italiana del Tigrai, territorio che il Trattato di Uccialli assegnava all'Etiopia. Fatte ingenti provviste di viveri, bestiame, armi e munizioni, Menelik II mise insieme una forza immensa per marciare contro la colonna italiana. Ai primi di dicembre l'esercito abissino poteva vantare 100.000 uomini, mentre le forze italiane, inferiori in numero, erano state a loro volta suddivise in due contingenti: 5.000 uomini erano di stanza ad Adigrat ed altrettanti a Macallè, guidati dal generale Giuseppe Arimondi. Quest'ultimo avrebbe voluto avanzare in sostegno del maggiore Pietro Toselli che si trovava isolato con la sua compagnia sull'altipiano dell'Amba Alagi nella posizione più avanzata e che per primo, perciò, sarebbe giunto a contatto col nemico. Tuttavia il governatore Baratieri telegrafò che fosse mantenuto il presidio su Macallè e vietò al generale Arimondi di muoversi, permettendo agli abissini un facile eccidio nei confronti dei circa 2000 soldati ai comandi del maggiore Toselli che morirono tutti il 7 dicembre. Arimondi, che era avanzato sino ad Aderà, a 20 km dall'Amba Alagi, non poté fare altro che raccogliere i pochi superstiti per ripiegare su Adigrat, lasciando nel Forte Enda Yesus (Chiesa del Gesù) presso Macallè il maggiore Giuseppe Galliano con 1.300 uomini. L'esercito del Negus iniziava l'assedio del forte.
Galliano resistette per oltre due mesi ai continui attacchi degli armati abissini. Il presidio di circa 1500 uomini non si arrese malgrado le gravissime perdite subite, soprattutto per le malattie. Contemporaneamente all'assedio procedevano le trattative di pace che culminarono il 17 gennaio 1896 quando Menelik II offrì la cessazione delle ostilità chiedendo come contropartita la cancellazione del Trattato di Uccialli. In cambio egli prometteva di liberare dall'assedio gli italiani rinchiusi nel forte di Macallé. Ma il governo italiano, pur esigendo la liberazione degli assediati di Macallé, rimase fermo nella richiesta del rinnovo del Trattato di Uccialli. Galliano, sul punto di sacrificarsi per mancanza di munizioni, di viveri e di acqua facendo saltare in aria il forte per mezzo di una mina, desistette da tale proponimento dato che l'assedio venne sciolto grazie alla diplomazia messa in atto dal governatore Baratieri.
Galliano lasciò il forte con le sue truppe e fece ritorno tra le forze italiane che andavano ammassandosi al confine eritreo col Tigrè. Per l'eroica difesa del forte di Enda Yesus (poi denominato in suo onore "Forte Galliano"), ebbe un'altra Medaglia d'Argento al Valor Militare e la promozione per merito di guerra a tenente colonnello, che avvenne nel gennaio del 1896.

### La battaglia di Adua

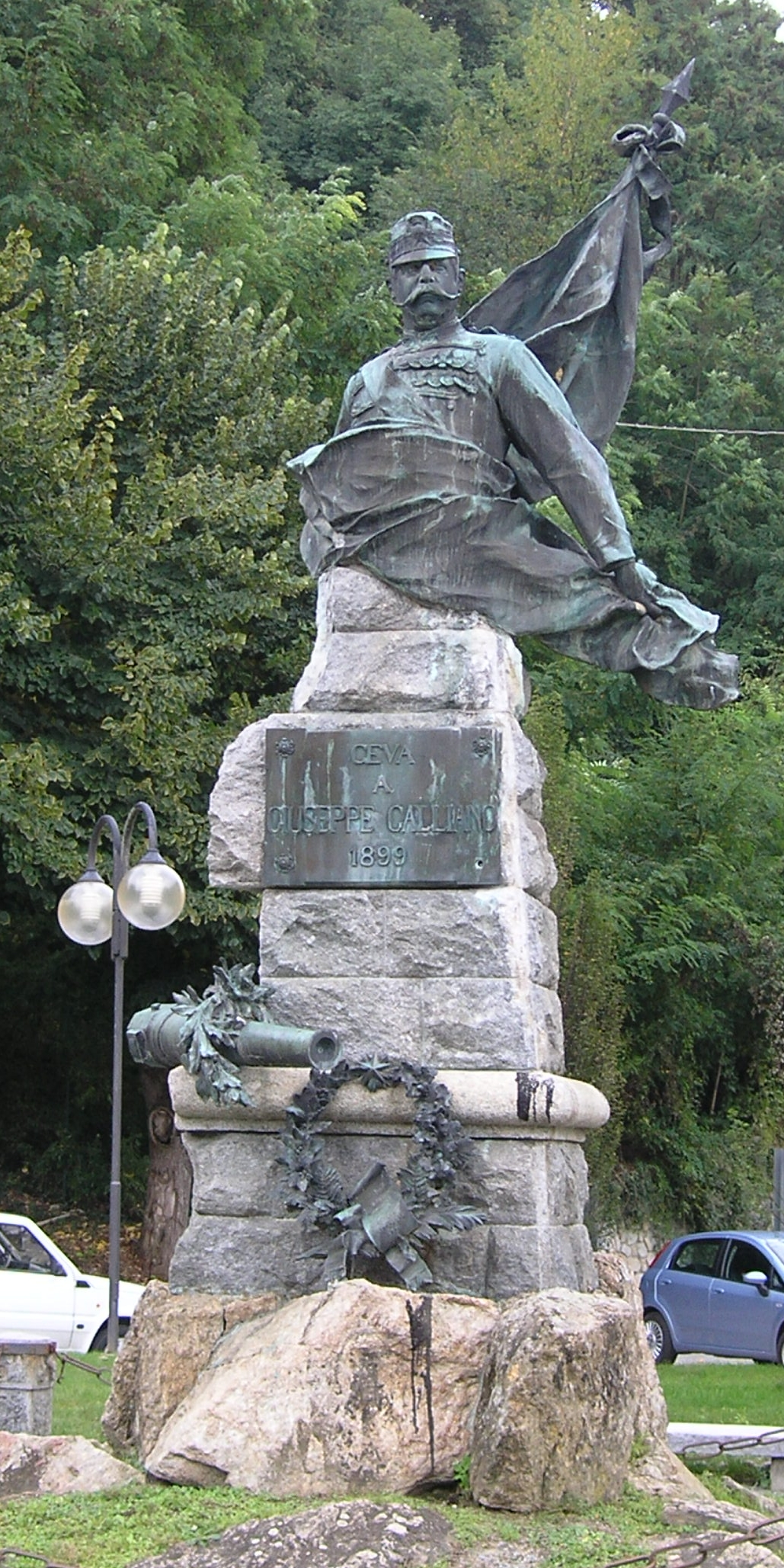
Monumento bronzeo a Ceva

Negli ultimi giorni di febbraio, per l'esercito italiano le vettovaglie erano talmente ridotte da non poter bastare che per pochi giorni. Le opzioni erano due: ritirarsi oppure tentare, con un'avanzata su Adua, di aprirsi la via più breve di rifornimento per i magazzini di Adi Ugri e di Asmara. Baratieri era più favorevole alla ritirata ma, sentito nella sera tra il 28 e 29 febbraio il parere degli altri generali che all'unanimità propendevano per l'attacco, decise di affrontare il nemico coi suoi 15.000 uomini contro gli oltre 120.000 di Menelik II.
Nella notte tra il 29 febbraio e il 1º marzo il generale Baratieri decise di avanzare. L'idea era quella di attirare l'esercito di Menelik, o almeno la sua retroguardia, in uno strenuo combattimento che l'avrebbe visto capitolare. A seguito del telegramma che il Capo del Governo Francesco Crispi gli aveva inviato in data 25 febbraio: «Cotesta è una tisi militare, non una guerra», fu costretto ad ingaggiare battaglia. Alle ore 21.00 del 29 febbraio l'esercito si mosse su tre colonne: alla destra marciava la colonna guidata dal generale Vittorio Dabormida (2.500 uomini), al centro quella del generale Giuseppe Arimondi (2.500 uomini anch'essa), alla quale fu assegnato anche il tenente colonnello Galliano, e alla sinistra quella del generale Matteo Albertone (4.000 uomini).

Galliano si ritrovò a combattere sul Monte Rajo, dove, cercando strenuamente di proteggere l'ala sinistra della brigata di Arimondi sbarrando il campo agli abissini, cadde combattendo fino all'ultimo con la quasi totalità dei suoi àscari che lo idolatravano e che non lo vollero abbandonare in quel suo supremo sacrificio. Per la sua condotta eroica durante la battaglia di Adua fu conferita postuma a Galliano una seconda Medaglia d'Oro al Valor Militare. Galliano, primo alpino decorato col massimo riconoscimento per i militari, è stato anche il primo ufficiale decorato di due Medaglie d'Oro al Valor Militare.

## Eredità culturale
In memoria di Galliano furono intitolate strade, piazze e monumenti in tutta Italia. A Ceva, dove risiedeva nei periodi di licenza, oltre ad un monumento, una scuola elementare e una piazza dedicate al valoroso militare italiano si trova anche un museo, dove sono conservati alcuni suoi oggetti personali.

## Il liquore Galliano
Il nome di Giuseppe Galliano è legato al Liquore Galliano ideato dal livornese Arturo Vaccari. Titolare e fondatore nel 1872 dell'omonima distilleria, nel 1896, anno della morte di Galliano, volendo celebrare le eroiche gesta del militare, dovendo dare il nome ad un suo nuovo liquore, gli dette il nome del suo eroe preferito. Anche se la Distilleria Arturo Vaccari non esiste più, la proprietà del marchio è della Bols di Amsterdam ed il liquore è ancora oggi in produzione.